# Sông Kasai

Sông Kasai có màu đỏ

Kasai (gọi là Cassai tại Angola) là một chi lưu của sông Congo. Sông khởi nguồn tại Angola rồi sau đó trở thành biên giới giữa Angola và Cộng hòa Dân chủ Congo và sau đó chảy vào CHDC Congo, rồi hợp lưu vào sông Congo tại Kwamouth ở đông bắc Kinshasa. Các chi lưu của sông Kasai bao gồm Fimi, Kwango và Sankuru. Đoạn sông Kasai từ khi nhận nước của Fimi đến Congo cũng được gọi là sông Kwah. Lưu vực sông Kasai chủ yếu là các vùng rừng mưa xích đạo.